# Korim-Bucht
Die Korim-Bucht ist eine kleine Bucht bei Korim an der Nordküste der Insel Biak, die zur indonesischen Provinz Papua gehört. Einziger nennenswerter Zufluss ist der Korimdori, sodass man die Bucht auch als dessen Ästuar ansehen kann.